# Miguel Courtois
Miguel Courtois-Paternina, né le 26 juin 1960 à Paris, est un réalisateur, producteur de cinéma et scénariste franco-espagnol.

## Biographie
Miguel Courtois Paternina est un réalisateur de père français et de mère espagnole né en 1960. Après avoir été professeur de philosophie, puis photographe de mode, il réalise en 1986 son premier long métrage, Preuve d'amour. Depuis, il n’a cessé de tourner, tant pour la télévision, où il a créé de nombreuses séries à succès qui ont été primées, qu’au cinéma en France et en Espagne, alternant films de genre et films engagés.
El Lobo est son premier long métrage espagnol. Sorti en novembre 2004, il a totalisé près de 3 000 000 d'entrées, s'est vu récompensé par deux Goyas et de nombreux prix nationaux et internationaux.
En 2007, après un film sur l'affaire des Groupes antiterroristes de libération, il réalise un documentaire de plus de trois heures sur les attentats du 11 mars à Madrid.
En 2010, il tourne Le Piège afghan pour Arte, avec Marie-José Croze, tourné en partie à Kaboul.
En 2012, Operación E, son dernier long métrage, avec Luis Tosar, a fait l’objet d’une trentaine de sélections dans les festivals internationaux, qui lui ont valu une quinzaine de prix.
En 2014, il a tourné un film documentaire sur le roi d’Espagne Juan Carlos Ier, qui lui a accordé à cette occasion une interview exclusive de plus de cinq heures.
En 2016, il s'associe au mouvement Fraternité générale en réalisant le clip À l'unisson.

## Filmographie

### Réalisateur

#### Cinéma
- 1988 : Preuve d'amour
- 1997 : La Bastide blanche
- 1999 : Une journée de merde
- 2001 : Un ange
- 2004 : El Lobo
- 2005 : 11 M historia de un atentado
- 2006 : GAL
- 2007 : Où es-tu?
- 2008 : Skate or Die
- 2012 : Operación E

#### Télévision

##### Séries télévisées
- 1989 : Les jupons de la révolution
- 1990 : Le Voyageur: Dossier brûlant (Working girl)
- 1995 : Regards d'enfance
- 1998 : Vertiges
- 1999-2001 : La Crim'
- 2000-2001 : Le Lycée
- 2002 : Brigade des mineurs
- 2016 : Lundi en histoires
- 2016-2017 : Une famille formidable
- 2021 : Toutes ces choses qu'on ne s'est pas dites

##### Téléfilms
- 1992 : Une maman dans la ville
- 1993 : Le sang des innocents
- 1993 : Leïla née en France
- 1994 : Le cri coupé
- 1994 : Vengeances
- 1996 : La Femme rêvée
- 1996 : La Vie avant tout
- 1996 : Paroles d'enfant
- 2005 : Seconde Chance
- 2011 : Le Piège afghan
- 2015 : Au revoir... et à bientôt!

### Producteur

#### Cinéma
- 1994 : Killer Kid
- 1997 : Bouge !
- 2002 : Féroce
- 2003 : Dissonances
- 2007 : Le Premier Cri

#### Courts-métrages
- 2002 : Squash

#### Télévision

##### Séries télévisées
- 2000 : Le Lycée
- 2002 : Brigade des mineurs

##### Téléfilms
- 1998 : Le chant de l'homme mort
- 1999 : Premières Neiges
- 2004 : La citadelle Europe
- 2009 : Grands reporters
- 2011 : Voir le pays du matin calme

### Scénariste

#### Cinéma
- 1988 : Preuve d'amour
- 1994 : Killer Kid
- 2012 : Operación E

#### Télévision

##### Séries télévisées
- 1989 : Les jupons de la révolution
- 2016 : Lundi en histoires
- 2021 : Toutes ces choses qu'on ne s'est pas dites

##### Téléfilms
- 1993 : Leïla née en France
- 1998 : Le chant de l'homme mort

### Acteur
- 1994 : Killer Kid : Inspecteur 1

## Décorations
- Officier de l'ordre des Arts et des Lettres Il a été élevé au grade d’officier par l’arrêté du 8 mars 2018[7].